# Soluka Creek
Der Soluka Creek ist ein etwa 34 km langer linker Nebenfluss des Katmai River auf der Alaska-Halbinsel im US-Bundesstaat Alaska.

## Flusslauf
Der Soluka Creek verläuft in der Aleutenkette. Er hat seinen Ursprung auf einer Höhe von etwa 640 m am unteren Ende eines namenlosen Gletschers, der die Südflanke des Snowy Mountain herabströmt. Der Soluka Creek fließt anfangs in südsüdwestlicher Richtung talabwärts. Nach etwa 8 Kilometern wendet sich das Tal 6,5 km nach Westen, um schließlich weitere 9 Kilometer in Richtung Südsüdwest zu verlaufen. Weiter nördlich, von einem Gebirgszug getrennt, verläuft der Oberlauf des Katmai River. Der Soluka River erreicht schließlich den Ostrand einer Schwemmebene, dem so genannten „Katmai Valley“. Er spaltet sich in zahlreiche Flussarme auf, die sich später mit den Flussarmen des Katmai River vereinigen. Der Soluka River entwässert ein Areal von etwa 
185 km².

## Namensgebung
Reverend A. Petelin erhielt den Flussnamen von den Eskimo. Dieser wurde 1898 von J. E. Spurr und W. S. Post vom U.S. Geological Survey (USGS) übernommen.